# 론로베르트 칠러
론-로베르트 칠러(Ron-Robert Zieler, 1989년 2월 12일, 쾰른 ~)는 독일의 축구 선수로, 현재 분데스리가 1. FC 쾰른에서 골키퍼로 활약하고 있다.

## 클럽 경력

### 초기 경력
쾰른 출신으로, 칠러는 그의 고향 클럽인 SCB 빅토리아 쾰른에서 축구를 시작하여, 1999년에 1. FC 쾰른으로 옮겼다. 2005년 7월에는 잉글랜드의 맨체스터 유나이티드 FC로 옮겼다. 그는 맨체스터 유나이티드 유소년 팀에서 우수한 활약을 펼치며, 1군으로 승격되었지만, 한 경기도 출장하지 못하고 노스햄프턴 타운 FC로 임대되었다. 그러나 임대 기간 동안에도 2경기 출장에 그쳤고, 이후 맨체스터로 임대 복귀하였으나, 단 한 경기도 출장하지 못하였다.

### 하노버 96
2010년 4월 22일, 그는 트라이얼을 거쳐, 하노버 96과 2년 계약을 체결하였다. 이 계약은 2010년 7월 1일에 발효하였고, 1년 연장 계약의 옵션이 추가되어 있었다. 그의 하노버 96 2군에 활약은 2011년 1월 16일에 분데스리가 데뷔의 기회를 아인트라흐트 프랑크푸르트전에서 주어졌다. 그는 클린시트를 기록하며 3-0 완승을 도왔다. 그의 데뷔 이후, 그는 플로리안 프롬로비츠 골키퍼를 벤치로 내려놓으며 잔여 시즌 동안 주전 골키퍼로 활약하였다.
2011년 6월 24일, 칠러는 2015년 6월까지 유효한 연장 계약을 하였다.

### 레스터 시티 FC
칠러는 2016년 6월 3일(한국시각)에 15-16 EPL 챔피언인 레스터 시티와 4년 계약을 맺고, 이적하였다.

## 국가대표 경력
2008년, 칠러는 UEFA U-19 챔피언쉽에 참가하는 독일의 U-19 국가대표팀에 차출되었다. 그리고 그는 2009년 FIFA U-20 월드컵에도 출전하였다.
2011년 8월, 그는 시니어팀에 처음으로 발탁되었지만, 아직 데뷔전을 치르지는 않았다.
UEFA 유로 2012와 2014년 FIFA 월드컵에도 참가했다